# Emma Huismans
Emma Huismans (Bennekom, 10 de julio de 1947) escritora, periodista y activista sudafricana nacida en los Países Bajos. 

## Biografía
Se trasladó a Sudáfrica con su familia a los cinco años y trabajó para Crisis News. En su primera novela narra sus esfuerzos contra el apartheid y sus dificultades en esta lucha por ser blanca, afrikáner y lesbiana.

## Obra
- Berigte van weerstand (1990)
- Requiem op ys (1992)
- Werken met werkelijkheid (1993)
- Sonate vir wraak (1994)